# コスモ信用組合
コスモ信用組合（ こすもしんようくみあい）は、東京都に本店を置いていた泰道グループの信用組合。

## 概要
バブル崩壊後に、高利を謳う『マンモス定期』で預金を集め、1995年6月における預金高が4300億円程度まで急成長した直後、資金繰りに行き詰まり1995年7月31日に経営破綻した。
破綻原因は、バブル期に取得した株式・土地担保の価値暴落と、自己資本の2割までと定められた大口融資規制の違反による多額の不良債権発生、更に大口預金の引き上げによる自転車操業化である。破綻後、旧経営陣に対し背任罪等での責任追及の傍ら、日銀特融と預金保険機構によるバックアップの下で、預金は元利とも全額保護された。整理回収機構に債権が移管され（事業自体は前身の東京共同銀行時代の1996年3月25日に譲受）回収が進められている。
破綻時の資産内容は、正常資産2250億円、回収可能な不良資産1300億円、回収不能な不良資産2500億円で、これに対し、不良資産を東京都信用組合協会に1300億円で売却し、その額と預金と正常資産そして、負債として預金と借入金を東京共同銀行に承継し、東京共同銀行に対して預金保険機構からの資金援助、借入先の債権放棄、泰道グループからの資産提供、日銀特融などで回収ロスを補った。そして、東京都信用組合協会に対し、東京都がキャリングコストを提供する形で200億円支援が行われた。ここで、東京都の税金が入ることから預金利率の引き下げを大口預金者に要請することとなった。これがきっかけで木津信用組合の取り付け騒ぎが起き、その破綻を早めた。